# Detección de neutrones
La detección de neutrones es un proceso que permite disponer de la constatación efectiva de la presencia de neutrones que inciden sobre un sensor adecuadamente colocado. Hay dos aspectos clave para una detección eficaz de neutrones: el hardware y el software. El hardware de detección se refiere al tipo de detector de neutrones utilizado (el más común hoy en día es el detector de centelleo) y a la electrónica utilizada en la configuración de detección. Además, la configuración del hardware también define parámetros experimentales clave, como la distancia fuente-detector, el ángulo sólido y el blindaje del detector. El software de detección consta de herramientas de análisis que realizan distintas tareas, como el análisis gráfico para medir el número y las energías de los neutrones que inciden en el detector.

## Física básica

### Efectos mediante los que se puede detectar un neutrón
Las partículas atómicas y subatómicas se detectan por la firma que producen al interactuar con su entorno. Las interacciones resultan de las características fundamentales de cada tipo de partículas.
- Carga: los neutrones son partículas neutras y no se ionizan directamente. Por lo tanto, son más difíciles de detectar directamente que las partículas cargadas. Además, sus trayectorias de movimiento solo se ven débilmente afectadas por los campos eléctricos y magnéticos.
- Masa: la masa del neutrón (1,0086649156 (6))[1] no es detectable directamente, pero influye en las reacciones a través de las cuales se puede detectar.
- Reacciones: los neutrones reaccionan con una serie de materiales mediante la dispersión elástica produciendo un núcleo en retroceso, y mediante la dispersión inelástica produciendo un núcleo excitado o la absorción con transmutación del núcleo resultante. La mayoría de los enfoques de detección se basan en la detección de los diversos productos de estas reacciones.
- Momento magnético: aunque los neutrones tienen un momento magnético de −1,9130427 (5) μN, las técnicas para la detección del momento magnético no tienen la sensibilidad para usarlas en la detección de neutrones.
- Momento dipolar eléctrico: se predice que el neutrón tendrá solo un pequeño momento dipolar eléctrico, que aún no ha sido detectado. Por lo tanto, no es una firma de detección viable.
- Decaimiento: fuera del núcleo, los neutrones libres son inestables y tienen un decaimiento exponencial de 885,7 0.8 (unos 14 minutos, 46 segundos).[1] Los neutrones libres se desintegran mediante la emisión de un electrón y un antineutrino electrónico para convertirse en un protón, un proceso conocido como desintegración beta:[2]

n0
 → p+
 + e−
 + ν
e.
Aunque el p+
 y el e−
 producidos por la desintegración de neutrones son detectables, la tasa de desintegración es demasiado baja para servir como base para un sistema detector práctico.

### Opciones clásicas de detección de neutrones
Como resultado de estas propiedades, la detección de neutrones se divide en varias categorías principales:
- Reacciones de absorción con reacciones rápidas: los neutrones de baja energía generalmente se detectan indirectamente a través de reacciones de absorción. Los materiales absorbentes típicos utilizados tienen una sección eficaz alta para la absorción de neutrones e incluyen helio-3, litio-6, boro-10 y uranio-235. Cada uno de ellos reacciona mediante la emisión de partículas ionizadas de alta energía, cuya huella de ionización puede detectarse por diversos medios. Las reacciones más utilizadas incluyen 3He(n,p) 3H, 6Li(n,t) 4He, 10B(n,α) 7Li y la fisión del uranio.[3]
- Procesos de activación: los neutrones se pueden detectar reaccionando con absorbentes en una reacción de captura radiactiva, espalación o similar, generando productos de reacción que luego se desintegran en algún momento posterior, liberando partículas beta o rayos gamma. Materiales seleccionados (por ejemplo, indio, oro, rodio, hierro (56Fe(n,p) 56Mn), aluminio (27Al(n,α)24Na), niobio (93Nb(n,2n) 92mNb) y silicio (28Si(n ,p) 28Al)) tienen secciones transversales extremadamente grandes para la captura de neutrones dentro de una banda de energía muy estrecha. El uso de múltiples muestras de absorbentes permite la caracterización del espectro de energía de neutrones. La activación también permite la reconstrucción de una exposición histórica a neutrones (por ejemplo, la reconstrucción forense de exposiciones a neutrones durante un accidente crítico).[3]
- Reacciones de dispersión elástica (también conocidas como retroceso de protones): los neutrones de alta energía generalmente se detectan indirectamente a través de reacciones de dispersión elástica. Los neutrones chocan con los núcleos de los átomos en el detector, transfiriendo energía a esos núcleos y creando iones detectables. Dado que la máxima transferencia de energía se produce cuando la masa del átomo con el que choca el neutrón es comparable a la masa del neutrón, los materiales hidrógeno[4] suelen ser el medio preferido para tales detectores.[3]

## Tipos de detectores de neutrones

### Detectores proporcionales de gas
Los contadores proporcionales de gas se puede adaptar para detectar neutrones. Si bien los neutrones normalmente no causan ionización, la adición de un nucleido con sección transversal de neutrones alta permite que el detector responda a los neutrones. Los nucleidos comúnmente utilizados para este fin son helio-3, litio-6, boro-10 y uranio-235. Dado que es más probable que estos materiales reaccionen con neutrones térmicos (es decir, neutrones que se han desacelerado hasta alcanzar el equilibrio con su entorno), normalmente están rodeados por materiales moderadores para reducir su energía y aumentar la probabilidad de detección.
Generalmente son necesarios más refinamientos para diferenciar la señal generada por los neutrones de los efectos de otros tipos de radiación. Dado que la energía de un neutrón térmico es relativamente baja, las reacciones de las partículas cargadas son discretas (es decir, esencialmente monoenergéticas y se encuentran dentro de un estrecho ancho de banda de energía), mientras que otras reacciones, como las generadas por los rayos gamma, abarcarán un amplio rango de energía, lo que hace posible discriminar entre distintas fuentes.
Como clase, los detectores de ionización de gases miden el número (tasa de recuento) y no la energía de los neutrones.

#### Detectores proporcionales llenos de gas3He
El helio-3 es un material detector de neutrones eficaz porque reacciona absorbiendo neutrones térmicos y produciendo una pareja de iones de 1H y 3H. Su sensibilidad a los rayos gamma es insignificante, lo que proporciona un detector de neutrones muy útil. Lamentablemente, el suministro de 3He se limita a la producción como subproducto de la descomposición del tritio (que tiene una vida media de 12,3 años). El tritio se produce como parte de programas de armas como refuerzo para armas nucleares o como subproducto de la operación de reactores.

#### Detectores proporcionales llenos de gas BF3
Como el boro elemental no es gaseoso, los detectores de neutrones que contienen boro pueden utilizar alternativamente trifluoruro de boro (BF3) enriquecido al 96 % de boro-10 (el boro natural está compuesto de 20 % 10B, 80 % 11B). El trifluoruro de boro es altamente tóxico.
La sensibilidad de este detector es de alrededor de 35-40 CPS/nv (unidades por segundo por flujo de neutrones), mientras que la del revestimiento de boro es de aproximadamente 4 CPS/nv. Esto se debe a que en el revestimiento de boro, los neutrones reaccionan con el boro y, por lo tanto, se producen pares de iones dentro de la capa. De ahí que las partículas cargadas producidas (alfa y átomos de Li) pierdan parte de su energía dentro de esa capa. Las partículas cargadas de baja energía no pueden alcanzar el entorno gaseoso de la cámara de ionización, y por lo tanto, el número de ionizaciones producidas en el gas también es menor.
En cambio, en una cámara llena de gas BF3, el N reacciona con el B en el gas y las partículas alfa y los átomos de litio, totalmente energéticos, son capaces de producir más ionizaciones y dar más pulsos.

#### Detectores proporcionales revestidos de boro
Alternativamente, los contadores proporcionales llenos de gas revestidos de boro reaccionan de manera similar a los detectores proporcionales llenos de gas BF3, con la excepción de que las paredes están recubiertas con 10B. En este diseño, dado que la reacción tiene lugar en la superficie, solo una de las dos partículas escapará al contador proporcional.

### Detectores de neutrones de centelleo
Los detectores de neutrones por centelleo incluyen centelleadores orgánicos líquidos, cristales, plásticos, vidrio, y fibras de centelleo.

#### Detectores de centelleo de fibra de vidrio sensibles a neutrones
El uso  de vidrio centelleante a base de 6Li para la detección de neutrones se informó por primera vez en la literatura científica en 1957, y se realizaron avances clave en las décadas de 1960 y 1970. Atkinson M. et al. demostraron en 1987 que la fibra centelleante y se lograron avances importantes a finales de los años 1980 y principios de los 1990 en el Laboratorio Nacional del Noroeste del Pacífico, donde se desarrolló como una tecnología clasificada. La documentación del sistema se desclasificó en 1994 y Oxford Instruments obtuvo su primera licencia en 1997, seguido de una transferencia a Nucsafe en 1999. La fibra y los detectores de fibra ahora son fabricados y vendidos comercialmente por Nucsafe, Inc.
Las fibras de vidrio centelleantes funcionan incorporando 6Li y Ce3+ en la composición general del vidrio. El 6Li tiene una sección transversal alta para la absorción de neutrones térmicos a través de la reacción 6Li(n,α). La absorción de neutrones produce un ion tritio, una partícula alfa y energía cinética. La partícula alfa y el ion tritio interactúan con la matriz de vidrio para producir ionización, que transfiere energía a los iones Ce3+ y da como resultado la emisión de fotones con longitudes de onda de 390 nm - 600 nm a medida que los iones Ce3+ en estado excitado regresan al estado fundamental. El evento resulta en un destello de luz de varios miles de fotones por cada neutrón absorbido. Una parte de la luz centelleante se propaga a través de la fibra de vidrio, que actúa como guía de ondas. Los extremos de las fibras están acoplados ópticamente a un par de tubos fotomultiplicadores (PMT) para detectar explosiones de fotones. Los detectores se pueden utilizar para detectar tanto neutrones como rayos gamma, que normalmente se distinguen mediante discriminación de altura de pulso. Se han realizado esfuerzos y avances sustanciales para reducir la sensibilidad del detector de fibra a la radiación gamma. Los detectores originales daban lecturas falsas de neutrones en un campo gamma de 0,02 mR. Las mejoras en el diseño, el proceso y el algoritmo ahora permiten la operación en campos gamma de hasta 20 mR/h (60Co).
Los detectores de fibra centelleante tienen una sensibilidad excelente, son resistentes y tienen una temporización rápida (~60 ns), de modo que es posible un amplio rango dinámico en las velocidades de conteo. Tienen la ventaja de que pueden adoptar cualquier forma que se desee y pueden hacerse muy grandes o muy pequeños para su uso en distintas clases de aplicaciones. Además, no dependen de 3He ni de ninguna materia prima que tenga disponibilidad limitada, ni contienen materiales tóxicos o regulados. Su rendimiento iguala o supera el de los tubos de 3He para el recuento bruto de neutrones debido a la mayor densidad de especies absorbentes de neutrones en el vidrio sólido en comparación con el 3He gaseoso a alta presión. Aunque la sección transversal de neutrones térmicos de 6Li es baja en comparación con la del 3He (940 barns frente a 5330 barns), la densidad atómica de 6Li en la fibra es cincuenta veces mayor, lo que resulta en una ventaja en la relación de densidad de captura efectiva de aproximadamente 10:1.

#### LiCaAlF6
LiCaAlF6 es un cristal centelleador inorgánico sensible a neutrones que, al igual que los detectores de fibra de vidrio centelleantes sensibles a neutrones, utiliza la captura de neutrones mediante 6Li. Sin embargo, a diferencia de los detectores de centelleo de fibra de vidrio, el 6Li es parte de la estructura cristalina del centelleador, lo que le otorga una densidad de 6Li naturalmente alta. Se añade un agente dopante para proporcionar al cristal sus propiedades centelleantes. Dos agentes dopantes comunes son el cerio trivalente y el europio divalente. El LiCaAlF6 dopado con europio tiene la ventaja sobre otros materiales de que el número de fotones ópticos producidos por captura de neutrones es de aproximadamente 30.000, lo que es 5 veces mayor que, por ejemplo, en las fibras de vidrio centelleantes sensibles a los neutrones. Esta propiedad facilita la discriminación de fotones y neutrones. Debido a su alta densidad 6Li, este material es adecuado para producir detectores de neutrones compactos y livianos. En consecuencia, el LiCaAlF6 se ha utilizado para la detección de neutrones a grandes altitudes en misiones con globos. El largo tiempo de desintegración del LiCaAlF2+ dopado con Eu6 lo hace menos adecuado para mediciones en entornos de alta radiación, mientras que la variante dopada con Ce3+ tiene un tiempo de desintegración más corto pero adolece de un menor rendimiento luminoso.

#### Centelleador de neutrones-gamma de detección dual NaIL
El cristal de yoduro de sodio co-dopado con talio y litio [NaI(Tl+Li)], también conocido como NaIL, tiene la capacidad de detectar radiación gamma y neutrones térmicos en un solo cristal con una excepcional discriminación en forma de pulso. El uso de bajas concentraciones de 6Li en NaIL y espesores grandes pueden lograr las mismas capacidades de detección de neutrones que los detectores 3He, CLYC o CLLB a un costo menor. El co-dopaje 6Li (95% enriquecido) introduce una detección eficiente de neutrones térmicos en el centelleador de rayos gamma más establecido, al tiempo que conserva las propiedades de centelleo favorables del NaI(Tl) estándar. NaIL puede proporcionar detectores de un solo material de gran volumen, tanto para rayos gamma como para neutrones, a un bajo precio por volumen.

### Detectores de neutrones semiconductores
Hay dos tipos básicos de detectores de neutrones semiconductores: los primeros son dispositivos electrónicos recubiertos con un material reactivo a los neutrones y el segundo es un semiconductor compuesto parcialmente de material reactivo a los neutrones. La más exitosa de estas configuraciones es el tipo de dispositivo recubierto, y un ejemplo sería un diodo de Si plano común recubierto con 10B o 6LiF.
Este tipo de detector fue propuesto por primera vez por Babcock et al. El concepto es sencillo. Un neutrón es absorbido en la película reactiva y emite espontáneamente productos de reacción energéticos. Un producto de reacción puede alcanzar la superficie del semiconductor y, al entrar en el semiconductor, produce pares electrón-hueco. Bajo un voltaje de polarización inversa, estos electrones y huecos son arrastrados a través del diodo para producir una corriente inducida, generalmente integrada en modo de pulso para formar una salida de voltaje.
La eficiencia intrínseca máxima para dispositivos con una sola capa es aproximadamente del 5 % para neutrones térmicos (0,0259 eV), y el diseño y el funcionamiento se describen detalladamente en la literatura.
La limitación de la eficiencia de detección de neutrones es consecuencia de la autoabsorción del producto de reacción.
Por ejemplo, el rango en una película de boro de partículas α de 1,47 MeV de la reacción 10B(n,α) 7Li es de aproximadamente 4,5 micrones, y el rango en LiF de iones de tritio de 2,7 MeV de la reacción 10B(n,α) 7Li es de aproximadamente 28 micrones. Los productos de reacción que se originan a distancias más alejadas de la interfaz película/semiconductor no pueden alcanzar la superficie del semiconductor y, en consecuencia, no contribuirán a la detección de neutrones.
También se han explorado dispositivos recubiertos con Gd natural, principalmente debido a su gran sección transversal microscópica de neutrones térmicos de 49.000 barns. Sin embargo, los productos de interés de la reacción Gd(n,γ) son principalmente electrones de baja conversión de energía, en su mayoría agrupados alrededor de los 70 keV. En consecuencia, la discriminación entre eventos inducidos por neutrones y por rayos gamma (que producen principalmente electrones dispersos Compton) es difícil para los diodos semiconductores recubiertos de Gd. Un diseño de píxeles compensados buscó remediar el problema. En general, se prefieren los dispositivos recubiertos con 10B o 6LiF, principalmente porque los productos de reacción de partículas cargadas energéticas son mucho más fáciles de discriminar de las radiaciones de fondo.
La baja eficiencia de los diodos planos recubiertos llevó al desarrollo de detectores de neutrones semiconductores microestructurados (MSND). Estos detectores tienen estructuras microscópicas grabadas en un sustrato semiconductor, que posteriormente se transforman en un diodo tipo clavija. Las microestructuras se rellenan con material reactivo a los neutrones, generalmente 6LiF, aunque se ha utilizado 10B. El aumento de la superficie del semiconductor adyacente al material reactivo y la mayor probabilidad de que un producto de reacción entre en el semiconductor aumentan en gran medida la eficiencia de detección de neutrones intrínseca.

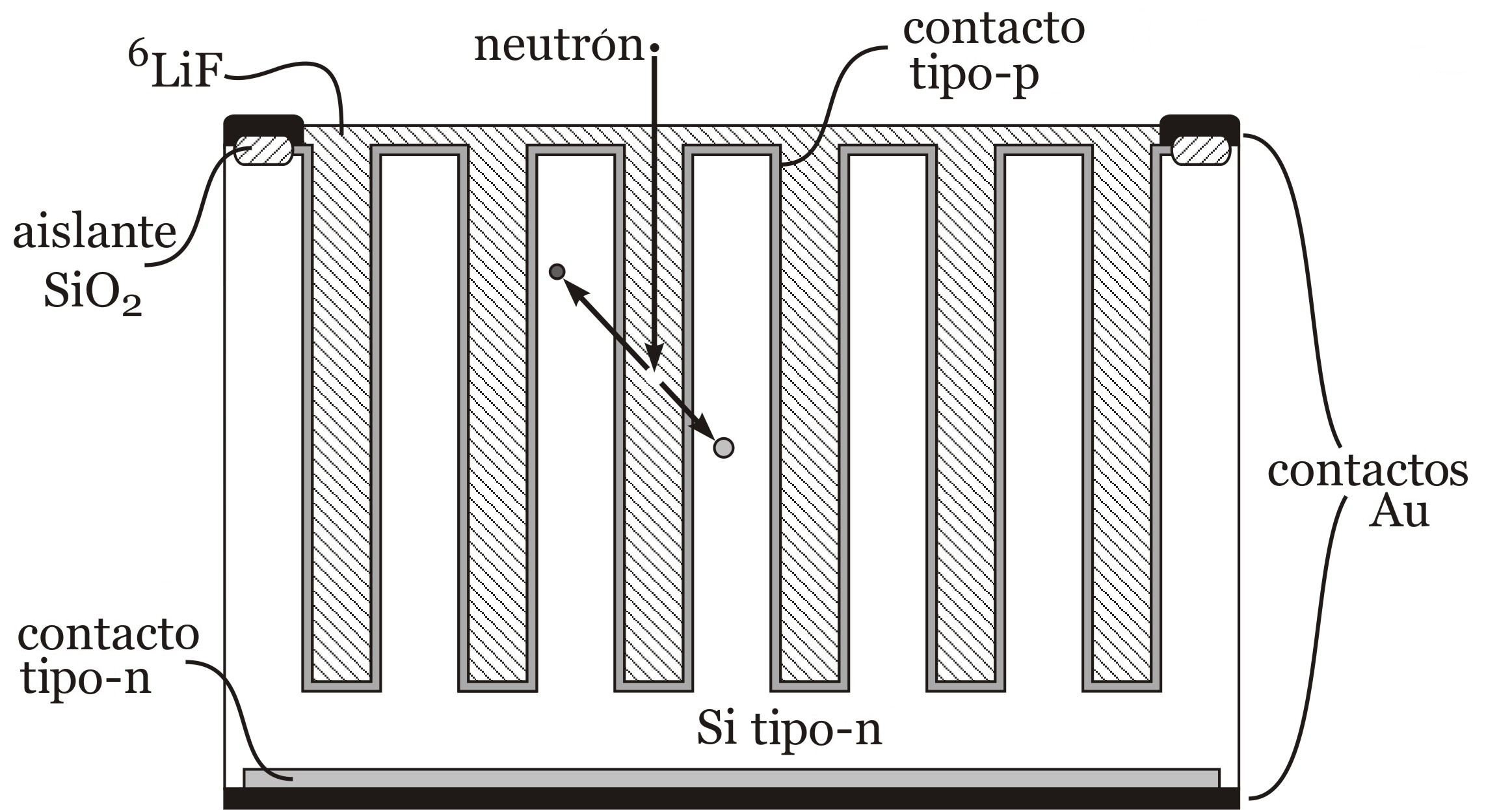
Diseño básico de un detector de neutrones semiconductor microestructurado (MSND).

La configuración del dispositivo MSND fue propuesta por primera vez por Muminov y Tsvang, y posteriormente por Schelten et al. Fue años más tarde cuando se fabricó y demostró el primer ejemplo funcional de un MSND tiene entonces solo un 3,3% de eficiencia de detección de neutrones térmicos. Desde ese trabajo inicial, los MSND han logrado una eficiencia de detección de neutrones térmicos superior al 30%. Aunque los MSND pueden funcionar con el potencial incorporado (voltaje aplicado cero), funcionan mejor cuando se aplican 2-3 voltios. En la década de 2020 había varios grupos trabajando en variaciones de dispositivos MSND. Los tipos más exitosos son la variedad rellena con material 6LiF. Los MSND son fabricados y vendidos comercialmente por RadiationDetection Technologies, Inc. Se ha informado que versiones experimentales avanzadas de MSND de doble cara con microestructuras opuestas en ambos lados de una oblea semiconductora tienen una eficiencia de detección de neutrones térmicos superior al 65 %, y en teoría son capaces de alcanzar una eficiencia superior al 70 %.
Los detectores a base de semiconductores en los que uno o más átomos constituyentes reaccionan con neutrones se denominan detectores de neutrones semiconductores en masa. Los detectores de neutrones de estado sólido a granel se pueden dividir en dos categorías básicas: los que se basan en la detección de productos de reacción de partículas cargadas y los que se basan en la detección de rayos gamma de captura rápida. En general, este tipo de detector de neutrones es difícil de fabricar de forma fiable, y no están disponibles comercialmente.
Los materiales a granel que dependen de las emisiones de partículas cargadas se basan en semiconductores que contienen boro y litio. En la búsqueda de detectores de neutrones semiconductores en masa, los materiales a base de boro, como BP, BA, BN y B4C, se han investigado más que otros materiales potenciales.
Los semiconductores a base de boro en forma cúbica son difíciles de cultivar como cristales en masa, principalmente porque requieren altas temperaturas y alta presión para su síntesis. BP y BAs pueden descomponerse en estructuras cristalinas indeseables (de forma cúbica a icosaédrica) a menos que se sinteticen a alta presión. B4C también forma unidades icosaédricas en una estructura cristalina romboédrica, una transformación indeseable porque la estructura icosaédrica tiene propiedades de recolección de carga relativamente pobres que hacen que estas formas icosaédricas no sean adecuadas para la detección de neutrones.
El BN se puede formar como cristales simples hexagonales, cúbicos (zincblenda) o de wurtzita, dependiendo de la temperatura de crecimiento, y generalmente se cultiva mediante métodos de película delgada. Es la forma hexagonal simple del BN la que más se ha estudiado como detector de neutrones. Generalmente se emplean métodos de deposición química de vapor de película delgada para producir BP, BA, BN o B4C. Estas películas a base de boro a menudo crecen sobre sustratos de Si tipo n, que pueden formar una unión pn con el Si y, por lo tanto, producir un diodo de Si recubierto como se describe al comienzo de esta sección. En consecuencia, la respuesta a los neutrones del dispositivo puede confundirse fácilmente con una respuesta masiva cuando en realidad es una respuesta de diodo recubierto. Hasta la fecha, hay escasa evidencia de que los semiconductores basados en boro produzcan señales de neutrones intrínsecas.
Los semiconductores que contienen Li, clasificados como compuestos de Nowotny-Juza, también se han investigado como detectores de neutrones en masa. Se ha demostrado que el compuesto de Nowotny-Juza, LiZnAs, es un detector de neutrones. Sin embargo, el material es difícil y costoso de sintetizar, y solo se han descrito pequeños cristales semiconductores. Finalmente, se han investigado materiales semiconductores tradicionales con dopantes reactivos a neutrones, concretamente, detectores de Si(Li). Los neutrones interactúan con el dopante de litio del material y producen productos de reacción energéticos. Sin embargo, la concentración de dopante es relativamente baja en los detectores de Si dopados con Li (u otros semiconductores dopados), normalmente menos de 1019 cm−3. Para una concentración degenerada de Li del orden de 1019 cm−3, un bloque de Si(Li) natural de 5 cm de espesor tendría menos del 1% de eficiencia de detección de neutrones térmicos, mientras que un bloque de 5 cm de espesor de un detector de Si(6Li) tendría solo un 4,6% de eficiencia de detección de neutrones térmicos.
Semiconductores emisores rápidos de rayos gamma, como CdTe,
y HgI2 se han utilizado con éxito como detectores de neutrones. Dependen de las emisiones inmediatas de rayos gamma de la reacción 113Cd(n, γ)114Cd (que produce 558,6 keV y 651,3rayos gamma keV) y la reacción 199Hg(n, γ)200Hg (que produce rayos gamma de 368,1 keV y 661,1 keV). Sin embargo, estos materiales semiconductores están diseñados para usarse como espectrómetros de rayos gamma y, por lo tanto, son intrínsecamente sensibles al fondo de rayos gamma. Con una resolución de energía adecuada, se puede utilizar la discriminación de la altura del pulso para separar las emisiones inmediatas de rayos gamma de las interacciones con neutrones. Sin embargo, la eficacia efectiva de la detección de neutrones se ve comprometida debido a una relación de Compton relativamente pequeña. En otras palabras, la mayoría de los eventos se suman al continuo de Compton en lugar de al pico de energía completo, lo que dificulta la discriminación entre neutrones y rayos gamma de fondo. Además, tanto el Cd como el Hg naturales tienen secciones transversales de neutrones térmicos (n,γ) relativamente grandes de 2444 b y 369,8 b, respectivamente. En consecuencia, la mayoría de los neutrones térmicos se absorben cerca de la superficie del detector, de modo que casi la mitad de los rayos gamma inmediatos se emiten en direcciones alejadas de la masa del detector y, por lo tanto, producen una reabsorción o eficiencia de interacción de rayos gamma deficientes.

### Detectores de activación de neutrones
Se pueden colocar muestras de activación en un campo de neutrones para caracterizar el espectro de energía y la intensidad de los neutrones. Son utilizables reacciones de activación que tienen diferentes umbrales de energía, incluidas 56Fe(n,p)56Mn, 27Al(n,a)24Na,93Nb(n,2n)92mNb y 28Si(n,p)28Al.

### Detectores de neutrones rápidos
Los neutrones rápidos a menudo se detectan moderándolos (ralentizándolos) primero a energías térmicas. Sin embargo, durante ese proceso se pierde la información sobre la energía original del neutrón, su dirección de viaje y el tiempo de emisión. Para muchas aplicaciones, la detección de neutrones "rápidos" que retienen esta información es muy deseable.
Los detectores de neutrones rápidos típicos son los centelleadores de líquidos, los detectores de gases nobles basados en 4-He y los detectores de plástico. Los detectores de neutrones rápidos se diferencian entre sí 1.) por su capacidad de distinguir neutrones y rayos gamma (mediante discriminación de la forma del pulso) y 2.) sensibilidad. La capacidad de distinguir entre neutrones y rayos gamma es excelente en los detectores de 4-He basados en gases nobles debido a su baja densidad electrónica y su propiedad de alta discriminación de la forma del pulso. De hecho, se ha demostrado que los centelleadores inorgánicos como el sulfuro de zinc presentan grandes diferencias en sus tiempos de desintegración para protones y electrones; una característica que se ha aprovechado combinando el cristal inorgánico con un convertidor de neutrones (como el metacrilato de polimetilo) en el detector de neutrones rápidos de microcapas. Estos sistemas son capaces de detectar selectivamente solo neutrones rápidos en un campo de radiación mixta de neutrones y rayos gamma sin requerir técnicas adicionales, como la discriminación de la forma del pulso.
La detección de neutrones rápidos plantea una serie de problemas especiales. Se ha desarrollado un detector direccional de neutrones rápidos utilizando múltiples retrocesos de protones en planos separados de material centelleador plástico. Se registran las trayectorias de los núcleos en retroceso creados por la colisión de neutrones, de modo que la determinación de la energía y el momento de dos núcleos en retroceso permite calcular la dirección de la trayectoria y la energía del neutrón que sufrió dispersión elástica con ellos.

## Aplicaciones
La detección de neutrones se utiliza para diversos fines. Cada aplicación tiene diferentes requisitos para el sistema de detección.
- Instrumentación del reactor: dado que la potencia del reactor es esencialmente linealmente proporcional al flujo de neutrones, los detectores de neutrones proporcionan una medida importante de la potencia en los reactores nucleares y de investigación. Los reactores de agua en ebullición pueden tener docenas de detectores de neutrones, uno por conjunto de combustible. La mayoría de estos dispositivos utilizados en reactores nucleares de espectro térmico están optimizados para detectar la temperatura neutrónica.
- Física del plasma: la detección de neutrones se utiliza en experimentos de física del plasma de fusión, como el JET.[69] Por ejemplo, la tasa de neutrones detectada en un plasma puede proporcionar información sobre la temperatura de los iones.[70]
- Física de partículas: la detección de neutrones se ha propuesto como método para mejorar los detectores de neutrinos.[71]
- Ciencia de los materiales: la dispersión de neutrones elástica e inelástica permite a los experimentadores caracterizar la morfología de materiales en escalas que van desde unos pocos ángstrom hasta aproximadamente un micrómetro.
- Seguridad radiológica: la radiación de neutrones es un peligro asociado con las fuentes de neutrones, los viajes espaciales, los aceleradores de párticulas y los reactores nucleares. Los detectores de neutrones utilizados para la seguridad radiológica deben tener en cuenta la eficacia biológica relativa (es decir, la forma en que el daño causado por los neutrones varía con la energía).
- Detección de rayos cósmicos: los neutrones secundarios son un componente de la ducha de partículas producida en la atmósfera de la Tierra por la radiación cósmica. Se emplean detectores de neutrones a nivel del suelo, concretamente monitores de neutrones, para realizar un seguimiento de las variaciones en el flujo de rayos cósmicos.
- Detección de material nuclear especial: los materiales nucleares especiales, como el uranio-233 y el plutonio-239, se desintegran por fisión espontánea produciendo neutrones. Los detectores de neutrones se pueden utilizar para monitorizar el comercio de estos materiales.

## Detección experimental de neutrones
Los experimentos que utilizan esta técnica incluyen ensayos de dispersión, en los que se detectan neutrones dirigidos y luego dispersados por una muestra. Las instalaciones incluyen la fuente de neutrones ISIS del Laboratorio Rutherford Appleton, la Fuente de Neutrones por Espalación en el Laboratorio Nacional Oak Ridge y la Fuente de neutrones por espalación (SINQ) en el Instituto Paul Scherrer, en las que los neutrones se producen mediante reacciones de espalación, y las instalaciones de reactores de investigación tradicionales en las que se producen neutrones durante la fisión de isótopos de uranio. Entre los diversos experimentos de detección de neutrones es digno de mención el experimento característico del Colaboración Europea de Muones, realizado por primera vez en la Organización Europea para la Investigación Nuclear y ahora denominado "experimento EMC". El mismo experimento se realiza hoy con equipos más sofisticados para obtener resultados más definidos relacionados con el efecto EMC original.

### Desafíos en la detección de neutrones en un entorno experimental
La detección de neutrones en un entorno experimental no es una ciencia fácil. Los principales desafíos a los que se enfrenta la detección de neutrones en la actualidad incluyen el ruido de fondo, las altas tasas de detección, el carácter intrínsecamente neutro de los neutrones, y sus bajas energías.

#### Ruido de fondo
Los componentes principales del ruido de fondo en la detección de neutrones son fotones de alta energía, que no se eliminan fácilmente mediante barreras físicas. Las otras fuentes de ruido, como las partículas alfa y partículas beta, pueden eliminarse mediante diversos materiales de protección, como plomo, plástico, termocarbón u otros. Por lo tanto, los fotones causan interferencias importantes en la detección de neutrones, ya que no es sencillo discriminar si son neutrones o fotones las partículas contabilizadas por el detector de neutrones. Ambas partículas registran energías similares después de dispersarse en el detector desde el objetivo o la luz ambiental y, por lo tanto, son difíciles de distinguir. La detección mediante coincidencia también se puede utilizar para discriminar eventos de neutrones reales de fotones y otras radiaciones.

#### Altas tasas de detección
Si el detector se encuentra en una región de alta actividad de rayos, los neutrones y el ruido de fondo lo golpean continuamente a velocidades abrumadoramente altas. Esto confunde los datos recopilados, ya que existe una superposición extrema en las mediciones y los eventos separados no se distinguen fácilmente entre sí. Por lo tanto, parte del desafío radica en mantener las tasas de detección lo más bajas posible y en diseñar un detector que pueda mantener el ritmo de las altas tasas para producir datos coherentes.

#### Carácter neutro de los neutrones
Los neutrones son partículas eléctricamente neutras, y por lo tanto, no responden a los campos eléctricos. Esto dificulta dirigir su rumbo hacia un detector para facilitar su presencia. Los neutrones tampoco ionizan átomos excepto por colisión directa, por lo que los detectores de ionización gaseosa son ineficaces.

#### Comportamiento variable con energía
Los detectores que dependen de la absorción de neutrones son generalmente más sensibles a los neutrones térmicos de baja energía y son órdenes de magnitud menos sensibles a los neutrones de alta energía. Los contadores de centelleo, por otro lado, tiene problemas para registrar los impactos de neutrones de baja energía.

### Configuración y método experimental

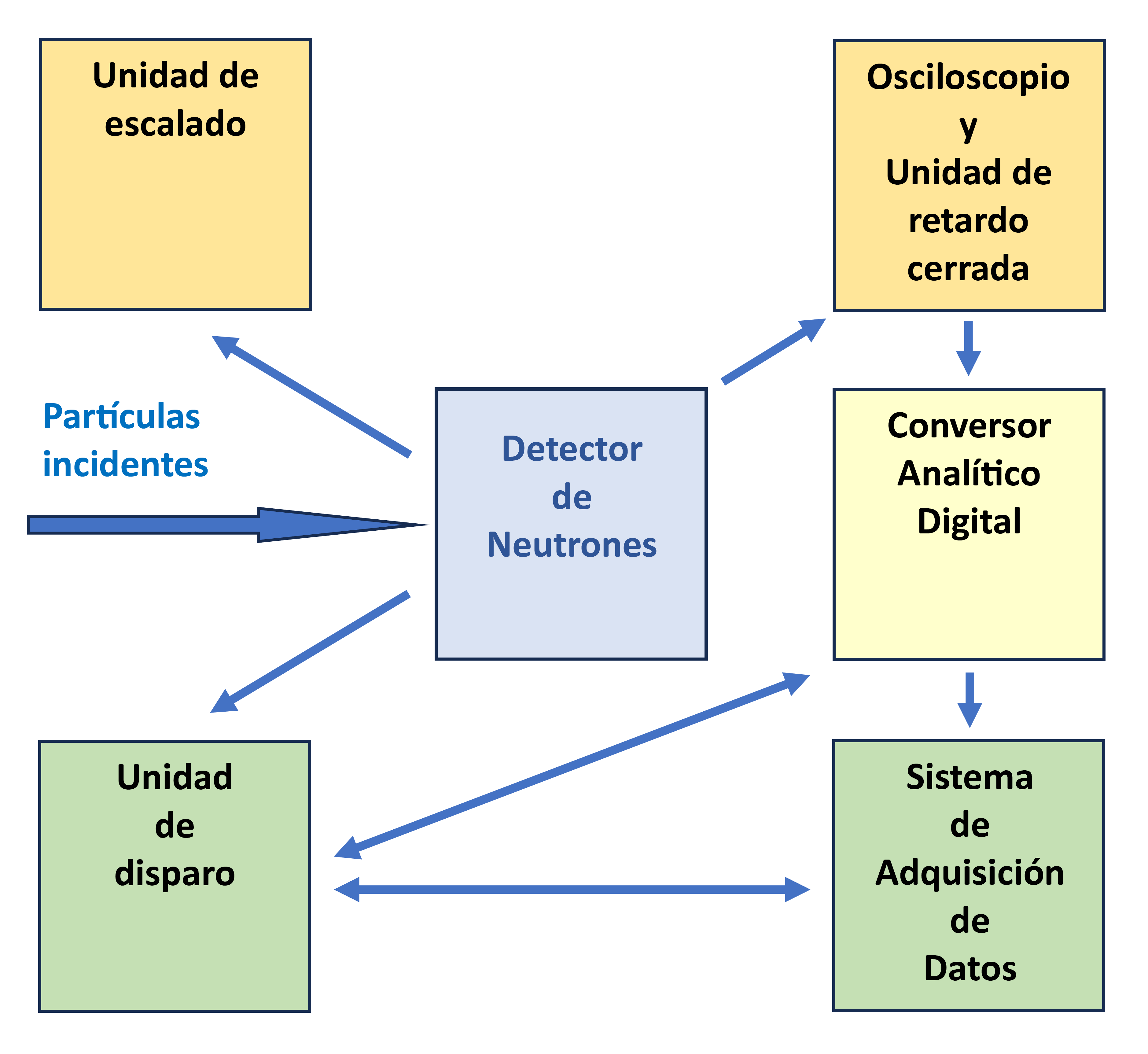
Figura 1: Configuración experimental

La Figura 1 muestra los componentes principales típicos de la configuración de una unidad de detección de neutrones. En principio, el diagrama muestra la configuración como sería en cualquier laboratorio de física de partículas moderno, pero los detalles describen la configuración en el Laboratorio Jefferson (Newport News).
En esta configuración, las partículas entrantes, que comprenden neutrones y fotones, chocan contra el detector de neutrones. Por lo general, se trata de un detector de centelleo que consta de un centelleador, una guía de onda y un tubo fotomultiplicador (PMT), y se conectará a un sistema de adquisición de datos (DAQ) para registrar los detalles de la detección.
La señal de detección del detector de neutrones está conectada a la unidad escaladora, la unidad de retardo cerrada, la unidad de disparo y el osciloscopio. La unidad escaladora se utiliza simplemente para contar el número de partículas o eventos entrantes. Lo hace incrementando su recuento de partículas cada vez que detecta un aumento en la señal del detector desde el punto cero. Hay muy poco tiempo muerto en esta unidad, lo que implica que no importa qué tan rápido entren las partículas, es muy poco probable que esta unidad no cuente un evento (por ejemplo, una partícula entrante). El bajo tiempo muerto se debe a la electrónica sofisticada de esta unidad, que tarda poco en recuperarse de la tarea relativamente fácil de registrar un nivel lógico alto cada vez que ocurre un evento. La unidad de activación coordina todos los componentes electrónicos del sistema y proporciona una señal lógica a estas unidades cuando toda la configuración está lista para registrar la  presencia de un evento.
El osciloscopio registra un pulso de corriente con cada evento. El pulso es simplemente la corriente de ionización en el detector causada por este evento representada en función del tiempo. La energía total de la partícula incidente se puede encontrar integrando este pulso de corriente con respecto al tiempo para producir la carga total depositada al final del lapso de tiempo monitorizado. Esta integración se realiza en un convertidor analógico-digital (ADC). La carga total depositada es una medida directa de la energía de la partícula ionizante (neutrón o fotón) que incide en el detector de neutrones. Esta técnica de integración de señales es un método establecido para medir la ionización en el detector en física nuclear. El ADC tiene un tiempo muerto mayor que el osciloscopio, que tiene memoria limitada y necesita transferir eventos rápidamente al ADC. Por lo tanto, el ADC toma muestras de aproximadamente uno de cada 30 eventos del osciloscopio para su análisis. Dado que la tasa de eventos típica es de alrededor de 106 neutrones por segundo, este muestreo aún acumulará miles de eventos por segundo.

### Separando neutrones de fotones
El ADC envía sus datos a una unidad DAQ que los clasifica en forma presentable para su análisis. La clave para un análisis más detallado radica en la diferencia entre la forma del pulso de corriente de ionización del fotón y la del neutrón. El pulso de fotones es más largo en los extremos (o "colas") mientras que el pulso de neutrones está bien centrado. Este hecho se puede utilizar para identificar los neutrones entrantes y contar la tasa total de neutrones entrantes. Los pasos que conducen a esta separación (aquellos que generalmente se realizan en los principales laboratorios nacionales, entre ellos Laboratorio Jefferson específicamente) son la extracción de pulsos controlados y el trazado de la diferencia.

#### Extracción de pulsos controlados
Las señales de corriente de ionización son todas pulsos con un pico local en el medio. Usando un Puerta AND lógico en tiempo continuo (que tiene un flujo de pulsos "1" y "0" como una entrada y la señal actual como la otra), se extrae la parte final de cada señal de pulso actual. Este método de discriminación sincronizada se utiliza periódicamente en centelleadores de líquidos. La unidad de retardo sincronizada tiene precisamente este fin y realiza una copia retardada de la señal original de tal manera que su sección de cola se ve junto a su sección principal en la pantalla del osciloscopio.
Tras extraer la cola se realiza la habitual integración de corriente tanto en el tramo de cola como en la señal completa. Esto produce dos valores de ionización para cada evento, que se almacenan en la tabla de eventos del sistema DAQ.

#### Diferenciación de señales de energía

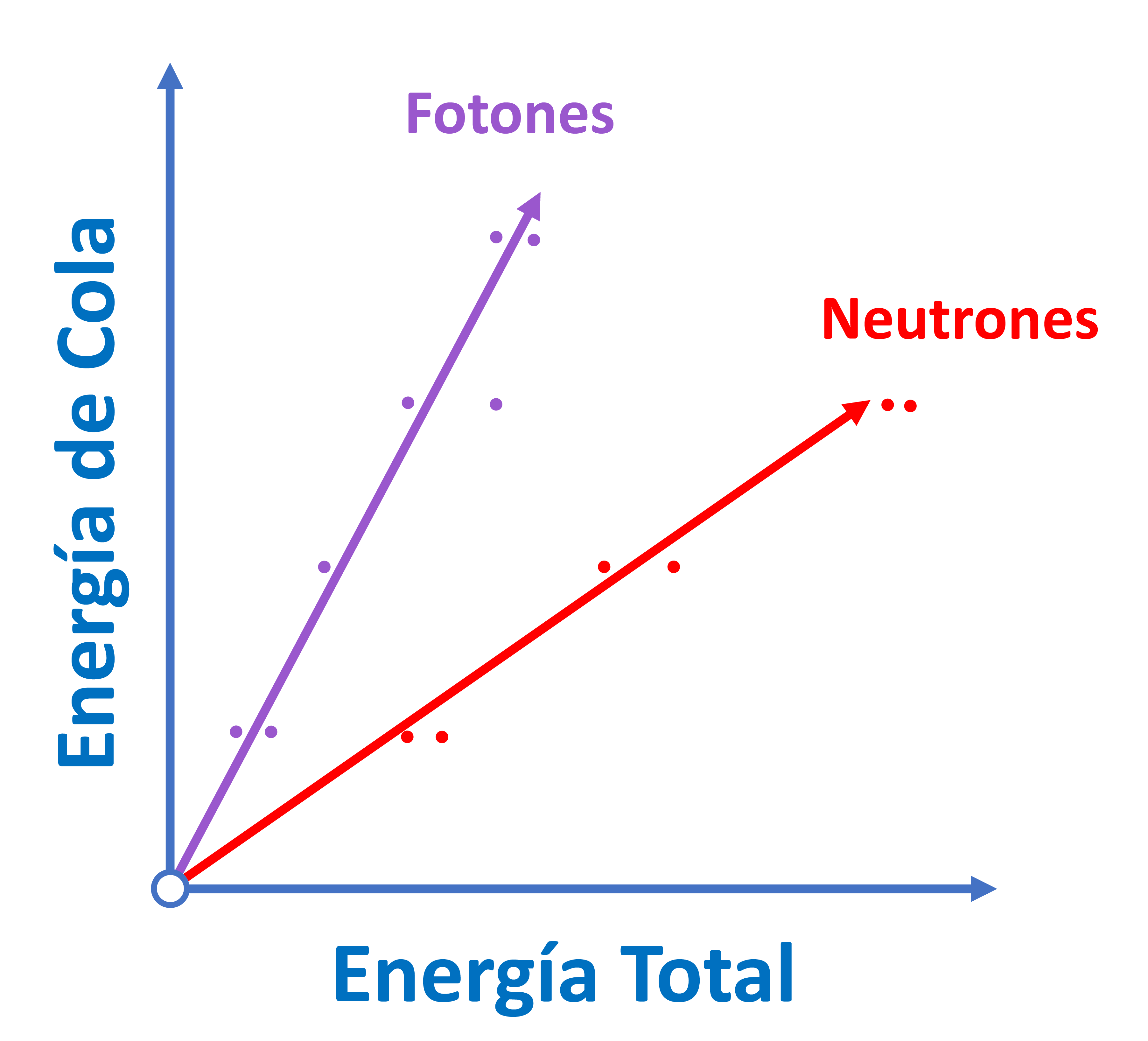
Figura 2: Gráfico esperado de la energía de la cola frente a la energía en el pulso completo trazado para todas las energías del evento. Los puntos representan densidades numéricas de eventos

En este paso se encuentra el punto crucial del análisis: se representan los valores de ionización extraídos. Específicamente, el gráfico traza la acumulación de energía en la cola frente la acumulación de energía en toda la señal para un rango de energías de neutrones. Normalmente, para una energía determinada, hay muchos eventos con el mismo valor de energía de cola. En este caso, los puntos trazados simplemente se vuelven más densos con más puntos superpuestos en el gráfico bidimensional y, por lo tanto, pueden usarse para calcular el número de eventos correspondientes a cada lectura de energía. En el gráfico se representa una fracción aleatoria considerable (1/30) de todos los eventos.
Si el tamaño de la cola extraída es una proporción fija del pulso total, entonces habrá dos líneas en el gráfico con pendientes diferentes. La línea de mayor pendiente corresponderá a eventos de fotones y la línea de menor pendiente a eventos de neutrones. Esto se debe precisamente a que la corriente de deposición de energía de fotones, trazada con respecto al tiempo, deja una "cola" más larga que la deposición de neutrones, lo que le da a la cola de fotones una mayor proporción de la energía total que las colas de neutrones.
La eficacia de cualquier análisis de detección se puede ver por su capacidad para contar y separar con precisión la cantidad de neutrones y fotones que chocan contra el detector. Además, la efectividad del segundo y tercer paso revela si las tasas de eventos en el experimento son manejables. Si se pueden obtener gráficos claros en los pasos anteriores, permitiendo una fácil separación de neutrones y fotones, la detección puede considerarse efectiva y las velocidades manejables. Por otro lado, el ruido y la indistinguibilidad de los datos no permitirán una fácil separación de eventos.

### Control de tasas
Las tasas de detección pueden mantenerse bajas de muchas maneras. El muestreo de eventos se puede utilizar para elegir solo unos pocos eventos para el análisis. Si las tasas son tan altas que un evento no se puede distinguir de otro, se pueden regular los parámetros físicos experimentales (blindaje, distancia detector-objetivo, ángulo sólido u otros) para obtener las tasas más bajas posibles y, por lo tanto, eventos distinguibles.

### Puntos de detección más finos
Aquí es importante observar precisamente aquellas variables que importan, ya que puede haber indicadores falsos en el proceso. Por ejemplo, las corrientes de ionización pueden sufrir picos elevados periódicos, lo que no implica tasas elevadas sino simplemente deposiciones de alta energía generados por eventos parásitos. Estos aumentos repentinos serán tabulados y examinados con escepticismo si son injustificables, especialmente porque hay mucho ruido de fondo en la configuración.
Se podría preguntar cómo pueden los experimentadores estar seguros de que cada pulso de corriente en el osciloscopio corresponde exactamente a un evento. Esto es cierto porque el pulso dura aproximadamente 50 ns, lo que permite un máximo de 2×107 eventos por segundo. Este número es mucho más alto que la tasa típica real, que suele ser un orden de magnitud menor, como se mencionó anteriormente. Esto significa que es muy poco probable que haya dos partículas generando un mismo pulso de corriente. Los pulsos actuales duran 50 ns cada uno y comienzan a registrar el siguiente evento después de un intervalo desde el evento anterior.
Aunque a veces se ve facilitada por energías de neutrones entrantes más altas, la detección de neutrones es generalmente una tarea difícil, por todas las razones expuestas anteriormente. Por lo tanto, un mejor diseño de los centelleadores también está en primer plano y ha sido el tema de búsqueda desde la invención de los detectores de centelleo. Los detectores de centelleo fueron inventados en 1903 por Crookes, pero no fueron muy eficientes hasta que Curran y Baker desarrollaron el PMT (tubo fotomultiplicador) en 1944. El PMT proporciona un método de detección fiable y eficiente, ya que puede multiplicar millones de veces la señal inicial de un solo fotón centelleante que golpea la cara del PMT, lo que permite obtener un pulso eléctrico medible. Aun así, el diseño del detector de centelleo tiene margen de mejora, al igual que otras opciones para la detección de neutrones además del centelleo.

## Lecturas relacionadas
- Cates, G. D., Day, D., Liyanage, N. (2004). «Neutron Tagged Bound Proton Structure to Probe the Origin of the EMC Effect» (PostScript).  Jefferson Lab. Consultado el 9 de junio de 2005.
- Pozzi, S. A., Mullens, J. A., and Mihalczo, J. T. (2003). «Analysis of neutron and photon detection position for the calibration of plastic (BC-420) and liquid (BC-501) scintillators».  Nuclear Instruments and Methods in Physics Research A 524 (1–3): 92-101. Bibcode:2004NIMPA.524...92P. S2CID 122721397. doi:10.1016/j.nima.2003.12.036.
- Cecil, R. A., Anderson, B. D., Madey, R. (1979). «Improved Predictions of Neutron Detection Efficiency for Hydrocarbon Scintillators from 1 MeV to about 300 MeV».  Nuclear Instruments and Methods in Physics Research 161 (3): 439-447. Bibcode:1979NucIM.161..439C. doi:10.1016/0029-554X(79)90417-8.
- Manual de fundamentos del DOE sobre instrumentación y control, volumen 2

- Datos: Q1754040